# 沙瓦篤拉樣
沙瓦篤拉樣（排灣語：Savatjuljayan），是台灣排灣族下排灣社（位於今屏東縣泰武鄉北大武山下）造人神話中的神祇，以唱歌創造了社民。

## 身世
沙瓦篤拉樣是月亮伊菈絲在kapaiwanan（下排灣社舊址）生下的蛋所孵化而生，跟她一起出生的還有從太陽的蛋裡出生的薩凜利（Saljimlji），據說現今位於kapaiwanan附近的一處名叫linaulj（禁忌之林）的森林裡，有兩棵大樹下方各放著一個直徑一尺五寸（將近45公分）、高兩尺（約60公分）的陶甕，就是當初放置蛋的地方。

## 神話
神話中，沙瓦篤拉樣在出生後以唱歌的方式創造出下排灣社的第一批族人，並且由薩凜利傳授給他們各項生活技能，而至今她仍住在北葉部落（Masilidj，位於屏東縣瑪家鄉）下方的叫做pakulic的竹林中，只要其中的竹子當天直挺挺的便是吉兆，另外雖然竹林的竹子可以砍伐，但有一根位於懸崖上、名為palic的竹子必須保留下來。

### 類似傳說
沙瓦篤拉樣的傳說跟舊高燕部落（padain）神話中的太陽之母薩迦萬很類似。